# Anna Hers
Anna Gerardina Hers (Oud-Beijerland, 29 juni 1885 – Rotterdam, 4 maart 1968) was een Nederlandse schrijfster van vooral meisjesromans. Haar bekendste boek is Het Beugeljong dat in 1928 werd gepubliceerd en nog in 1958 een negende druk beleefde. Ook verschenen van haar hand enkele romans voor volwassenen (Jozua Brunsveld, Barbara Rens en Het Heilige Leven) en een paar obscure dichtbundels (Op de drempel en Inwijding).

## Biografie
Hers doorliep de lagere school in Oud-Beijerland en de Franse School in Rotterdam. Daarna begon zij aan de opleiding m.o-boekhouden, maar brak die af omdat zij schrijfster wilde worden.
Ondertussen raakte Hers betrokken bij het jeugdwerk in Oud-Beijerland via de vereniging Ons Huis. Deze vereniging omvatte een bibliotheek en verschillende jeugdclubs. In 1912 werd zij benoemd tot directrice van Ons Huis en tot bibliothecaresse van de Openbare Leeszaal en Bibliotheek.
Na de Eerste Wereldoorlog werd Hers actief in de Algemeene Nederlandsche Vrouwen Vredebond (ANVV) en kwam in 1930 in het bestuur van de afdeling Rotterdam. In 1934 was zij een van de sprekers na afloop van de eerste Vrouwen Vredesgang, een stille rondgang van circa 5.000 vrouwen door Den Haag tegen oorlog en voor vrede.
Hers keerde zich fel tegen het nationalisme en promootte de kunstmatige wereldtaal Esperanto. Zij behaalde de diploma’s Esperanto A (1932) en B (1935) met lesbevoegdheid.
Zij had haar hele leven spiritistische ervaringen, maar kreeg haar occulte geschriften nooit gepubliceerd.

## Boeken
- 1912 Jozua Brunsveld[1]
- 1914 De familie Welmoed[1]
- 1924 Barbara Rens[1]
- 1928 Martha’s grootste levensles
- 1928 Het beugeljong, bekroonde boeken, prijsvraag Van Holkema & Warendorf[1]
- 1930 De Almenhoeve
- 1932 Grooter worden, bekroonde boeken, prijsvraag Van Holkema & Warendorf
- 1934 Ko weet uitkomst
- 1936 Het buurtje[1]
- 1937 Inwijding[1]
- 1937 Beugeljong getrouwd[1]
- 1938 Het heilige leven[1]
- 1938 Moeders voorbeeld[1]
- 1940 Eindelijk tóch thuis (vertaling)
- 1941 Marjolijntje van de State
- 1943 Frouwientjes levenskansen
- 1947 Zuster Agnes
- 1949 De oude hoeve, autobiografie van haar jeugd
- 1954 Toop en haar pupil
- 1958 Hanseltje's advent

## Over Anna Hers en haar werk
- D.L. Daalder, Wormcruyt met suycker. Historisch-critisch overzicht van de Nederlandse kinderliteratuur, Amsterdam, 1950, 162-163[2]
- Saris, L., Leni Saris: biografie. West-Friesland, Hoorn, 1986, pg 23-28
- Toin Duijx en Joke Linders, De Goede Kameraad. Honderd jaar kinderboeken, Amsterdam, 1991, 44-46, 50, 74[3]
- Ilona Potter, Oog voor de realiteit of de realiteit uit het oog? De representatie  van de Nederlandse samenleving in vijf meisjesboeken uit het interbellum, Universiteit Tilburg, Augustus, 2016[4]

Voor zover ze het leven van Hers betreffen bevatten de volgende studies verschillende onjuistheden:
- Hanneke Reiniers, Auteursstudie over Anna Hers, RUL, afdeling Pedagogiek, Leiden, 1990.
- Bernadette Custers, Anna Hers, in: Toin Duijx red., Uit het oog… Acht jeugdboekenauteurs uit het interbellum, Leiden 1992, pg. 11-33
- Janneke van der Veer, Anna Hers. In: Lexicon Jeugdliteratuur, Martinus Nijhoff, Groningen, oktober 1998[5]
- Sandra van Bruinisse, Anna Hers en Marion Bloem. Twee auteurs, twee publieken. Een onderzoek naar de relatie tussen jeugdliteratuur en literatuur voor volwassenen, KUB, faculteit der Letteren, Tilburg, 2001.
- Anna Hers, door Pieter Jan in 't Veld, www.hvobl.nl.